# Tur (gromada w powiecie pińczowskim)
Tur (alt. Tur Dolny) – dawna gromada, czyli najmniejsza jednostka podziału terytorialnego Polskiej Rzeczypospolitej Ludowej w latach 1954–1972.
Gromady, z gromadzkimi radami narodowymi (GRN) jako organami władzy najniższego stopnia na wsi, funkcjonowały od reformy reorganizującej administrację wiejską przeprowadzonej jesienią 1954 do momentu ich zniesienia z dniem 1 stycznia 1973, tym samym wypierając organizację gminną w latach 1954–1972.
Gromadę Tur z siedzibą GRN w Turze (Dolnym) utworzono – jako jedną z 8759 gromad na obszarze Polski – w powiecie jędrzejowskim w woj. kieleckim, na mocy uchwały nr 13b/54 WRN w Kielcach z dnia 29 września 1954. W skład jednostki weszły obszary dotychczasowych gromad Tur Dolny, Tur Górny i Tur Piaski ze zniesionej gminy Mierzwin w tymże powiecie. Dla gromady ustalono 11 członków gromadzkiej rady narodowej.
1 stycznia 1956 gromadę włączono do powiatu pińczowskiego w tymże województwie.
Gromadę zniesiono 31 grudnia 1961, a jej obszar włączono do gromady Michałów.